# Plectrophenax nivalis
Plectrophenax nivalis là một loài chim trong họ Calcariidae.
Lài này sinh sống ở Bắc Cực với phạm vi sinh sản vòng cực khắp bắc bán cầu. Có một quần thể cô lập ở một số đỉnh núi cao ở vùng Bắc Cực, bao gồm Cairngorms ở trung bộ Scotland và dãy núi Saint Elias ở nam biên giới Alaska-Yukon, và cũng ở cao nguyên Cape Breton.
Loài chim này có chiều dài 15–18 cm và sải cánh 32–38 cm, trọng lượng 26–50 g.
Trong tiếng Anh và tiếng Đức, loài chim này còn được gọi là "chim sẻ tuyết" (tiếng Anh: Snow bunting; tiếng Đức: Schneeammer).

## Phân loài
Có bốn phân loài, khác nhau một chút về kiểu lông của chim trống vào mùa sinh sản:
- Plectrophenax nivalis nivalis. Bắc Cực châu Âu, Bắc Cực Bắc Mỹ. Đầu trắng, đít chủ yếu là màu đen với một khu vực nhỏ màu trắng.
- Plectrophenax nivalis insulae. Iceland, quần đảo Faroe, Scotland. Đầu trắng với cổ đen, đít đen.
- Plectrophenax nivalis vlasowae. Bắc Cực châu Á. Đầu trắng, đít chủ yếu là màu trắng.
- Plectrophenax nivalis townsendi. quần đảo Aleutian, Kamchatka, vùng ven biển xa phía đông Siberia. Như vlasowae, nhưng lớn hơn một chút.

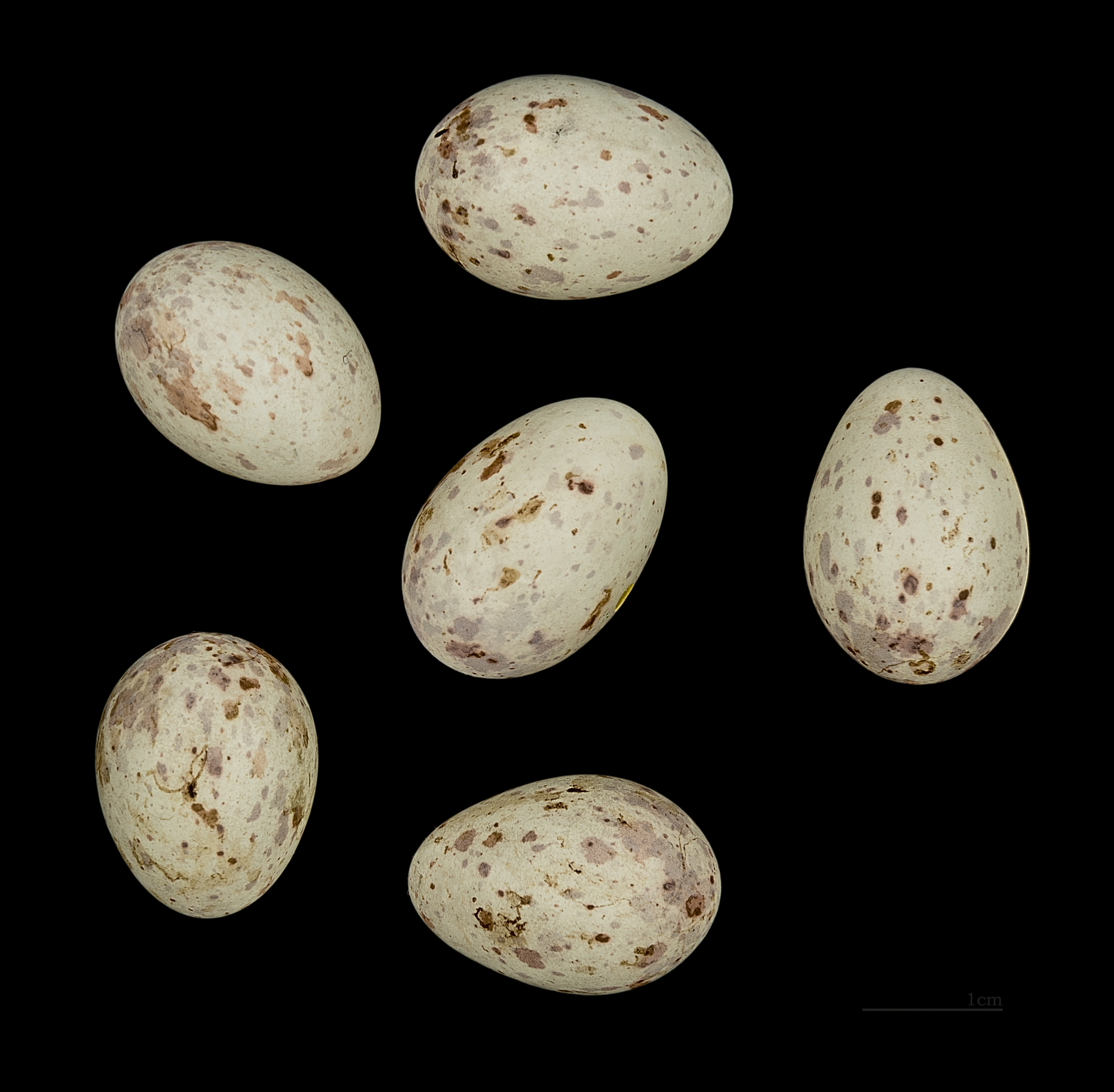
Trứng chim Plectrophenax nivalis

Nó có mối quan hệ liên quan rất chặt chẽ với Plectrophenax hyperboreus Beringia, chỉ khác có bộ lông màu trắng. Loài lai giữa hai loài xảy ra ở Alaska, và chúng được một số tác giả xem là cùng loài, dù nhìn chung chúng được xem là các loài riêng biệt.